# История Сахалинской области
Островная Сахалинская область составлена из частей, достаточно сильно разорванных географически, к тому же в разное время входивших в состав страны или выходивших из её состава (части Курильского архипелага и самого острова Сахалин). Наиболее значимые из них, такие как север Сахалина, юг Сахалина и Курильский архипелаг имеют на достаточно продолжительных исторических отрезках собственную общественно-политическую историю. Например, история российского освоения Курил (XVIII век) теснее переплетена с более ранней историей Камчатки и Русской Америки, а острова Сахалина — с более поздней историей освоения Нижнего Приамурья (XIX век).

## Древняя история
Во времена глобальных холодных оледенений Сахалин, Хоккайдо и Курилы были соединены сухопутным мостом с континентом. При этом Сахалин служил мостом, по которому человек и животные попадали на Хоккайдо, Кунашир, Южные и Малые Курилы. В позднем плейстоцене или по крайней мере в последние 150 тыс. лет, острова Итуруп, Уруп и Симушир были изолированы от континента. В свою очередь, острова Парамушир и Шумшу были частью Камчатского полуострова, что заметно повлияло на их флору и фауну. Также археологи считают, что во времена верхнего палеолита северная часть Курил была заселена выходцами с Камчатки, а южная – жителями Сахалина и Хоккайдо.
Древнейшая стоянка человека, датированная эпохой раннего палеолита, была обнаружена в окрестностях села Советское на острове Сахалин и получила название Сенная-1. Возраст этого палеонтологического памятника от 229 до 139 тысяч лет. Существование стоянки подтверждает присутствие человека на острове в эту эпоху.
К позднему палеолиту и раннему неолиту на Сахалине относятся стоянки Огоньки-5, Сокол, Олимпия-5, Поречье-4, Славная-4, Славная-5, Пугачево-1 и другие. Для стоянки Огоньки-5 с комплексом микропластинчатой техники получены некалиброванные радиоуглеродные даты 19 320±145 и 18 920±150 лет назад или калиброванные даты около 23 300 лет назад.
К мезолиту относятся стоянки Имчин, Такое II. Пластинчатые индустрии отмечены на стоянках Одопту и Имчин 12 на севере, Сокол и Такое 2 на юге Сахалина.
Самая ранняя дальневосточная керамика в России является плоскодонной. Керамика имеет технологические (примеси, толщина стенок) и типологические (наличие или отсутствие оттиска раковины на плоском дне) различия.
На островах Курильской гряды, а также Хоккайдо, господствовала охотская культура, которая зародилась на Сахалине. Для этнографических и археологических экспедиций особый интерес представляет раковинная куча охотской культуры близ бухты Дельфин на Шикотане.
На стоянке Янкито-1 на острове Итуруп пробы угля из культурного слоя дали самые ранние для Курильских островов радиоуглеродные даты — 6980±50, 7030±130 лет и 7790—5840 лет до н. э..
Эпи-Дзёмонский ассамбляж стоянки Янкито-2 на острове Итуруп датируется возрастом примерно 2480—2050 лет назад.
Средний неолит (6740—5626 л. н.) представлен на Южном Сахалине культурой Сони, описанной по типу керамики с поселения на реке Сони-гава (Кузнецовка).
На поселении Серноводское на острове Кунашир найдена украшенная оттиском толстого шнура керамика возрастом не менее 5 тысяч лет, характерная для раннего и среднего неолита острова Хоккайдо.
На курильском острове Экарма между мысами Лютый и Моховой было обнаружено два древних поселения, получивших условные название Экарма-1 и Экарма-2, предположительно относящиеся к охотской культуре раннего железного века.

## С XVII до начала XX века
Современная история началась в XVII веке, когда первые русские землепроходцы вышли на берега Тихого океана. Курильские острова и юг Сахалина населяли айны, а северную часть острова Сахалин — нивхи.
Вплоть до XIX века на островах не было государственности, однако Сахалин формально в свой состав включала Маньчжурская династия Империи Цин. Этническим китайцам-ханьцам маньчжуры однако запрещали селиться к северу от Пекина.
Есть гипотеза  Б. П. Полевого, что впервые русские увидели сахалинское побережье во время путешествия И. Ю. Москвитина во второй половине лета 1640 года. Эта экспедиция открыла Охотское море и Сахалинский залив.
В 1643 году первую европейскую экспедицию, достигшую и исследовавшую Сахалин и Курилы, совершил М. Г. Фрис. Он ошибочно принял сахалинские берега за северные берега острова Хоккайдо, а  северо-западное побережье Урупа за западный берег Америки. После чего еще долго на западноевропейских и русских картах эти земли изображались не точно.
В том же году русский путешественник по Амуру Василий Поярков узнал от туземцев о существовании в устье Амура крупного острова и собрал первые сведения о нем. Но после заключения Нерчинского договора с Китаем, определившим границу между двумя государствами, Сахалин на долгое время выпал из сферы интересов России, оказавшись под влиянием маньчжур.
В результате экспедиции направленной в Нижний Амур в 1709 году, китайцы узнали о существовании острова в устье Амура и смогли составить карту, на которой он был отображён.
В XVIII – начале XIX века между Китаем и народами Сахалина шла оживлённая торговля. В конечном итоге сахалинское население попало в зависимость от маньчжуров, которым оно должно было платить дань.
В ходе экспедиции В. В. Атласова на Камчатку в 1697 году от местных «иноземцев» были получены сведения об островах, лежащих к югу от полуострова.
В 1711 году камчатские казаки убили трех камчатских приказчиков и чтобы заслужить прощение царя совершили путешествие на Курильские острова. В августе 1711 года отряд камчатских казаков под руководством Данилы Яковлевича Анциферова и Ивана Петровича Козыревского высадился на Шумшу – самом северном острове Большой Курильской гряды.
Жившие на Шумшу айны попытались оказать казакам сопротивление, но были разбиты. По рассказу казаков, вслед за Шумшу они смогли побывать и на втором Курильском острове – Парамушире. Но, столкнувшись там с превосходящими силами туземцев, вернулись.
В 1712 году вновь назначенный камчатским приказчиком В. Колесов приказал И.П. Козыревскому отправиться «проведать от Камчатского Носу за переливами морские острова и Апонское государство».
После непродолжительной остановки на Шумшу отряд И.П. Козыревского высадился на Парамушире. Парамуширские айны сделали попытку отстоять свою независимость и дали казакам три жестоких боя. Однако военное счастье было на стороне завоевателей, и в конце концов жителям Парамушира пришлось заплатить ясак и признать власть России.
В начале 1719 года Петр I принял решение о направлении на Тихий океан правительственной экспедиции, в состав которой были включены геодезисты (или навигаторы) И.Б. Евреинов и Ф.Ф. Лужин. Экспедиция достигла на юге острова Симушира.
Главным итогом экспедиции стала составленная И.Б. Евреиновым карта Камчатки и Курильских островов. На ней нанесено четырнадцать крупных и несколько мелких островов, расположенных к югу от Камчатки.

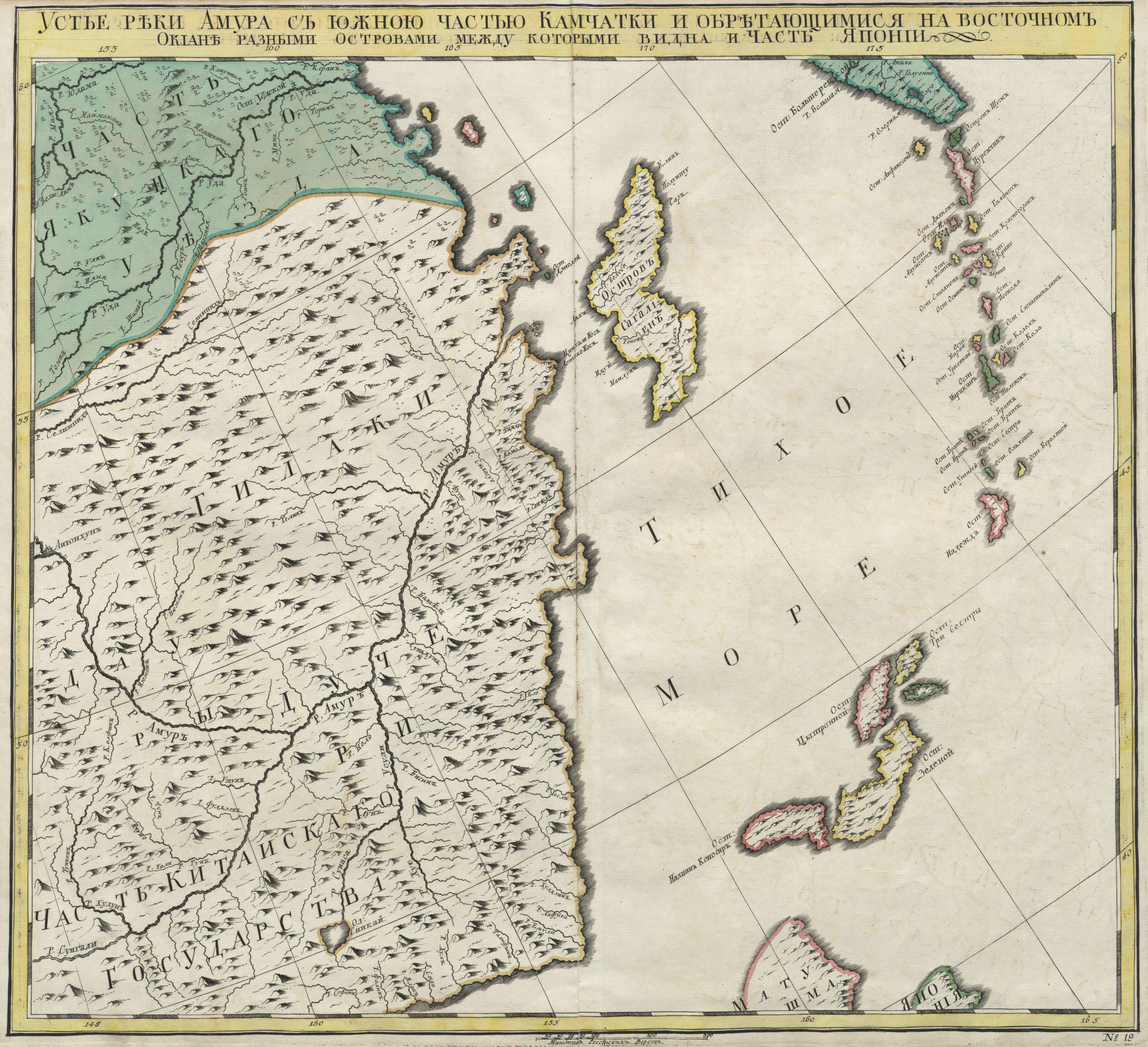
Карта Сахалина и Курильских островов. Атлас Российский 1745 года.

Русские впервые посетили остров Сахалин в 1742 году.
«Бесчинства» сборщиков ясака на Курилах восстановили айнов против российского влияния, что вызвало нападения итурупских айнов на русских промышленников в 1771—1772 годах. В 1779 году императрица Екатерина II освободила айнов Курильских островов от уплаты ясака.
С конца XVII века власти Японской империи отправляли айнов из центральных районов Эдзо на работу на морские промыслы Кунашира и Итурупа (которые в то время также осваивались японцами), где жили в условиях неестественной скученности, не имея возможности поддерживать традиционный образ жизни. По сути дела, здесь можно говорить о геноциде айнов. Всё это привело к новым вооружённым выступлениям коренного населения: восстанию айнов против японцев на Кунашире в 1789 году.
В 1805 году в ходе первого русского кругосветного плавания побережье Сахалина было исследовано Иваном Крузенштерном. В 1849 — 1853 годах побережье острова было исследовано экспедицией Невельского и в 1853 году на острове было основано первое русское поселение Муравьёвский пост.
С началом Крымской войны в 1853 году возникла угроза российским поселениям на Сахалине со стороны эскадр англо-французов, господствовавших в Тихом океане. 30 мая 1854 года по решению властей Российской империи был «снят» Муравьёвский пост на острове Сахалин.

Карта острова Сахалин 1885 год.

Официально ни Россия, ни Япония не претендовали на острова. В 1855 году, в разгар Крымской войны, в японском городе Симода был подписан трактат о дружбе и границе, который положил начало дипломатическим отношениям между Россией и Японией. Согласно ему, Сахалин оставался совместным владением двух стран, а на островах Курильского архипелага граница была проведена по проливу Фриза, южнее Урупа.
Несмотря на заключённый договор, Япония предоставила свои порты для подскока эскадр англо-французских союзников к Камчатке, оставшимся российскими Курилам и военным постам в Приамурье и на Сахалине.
В 1855 году в рамках действий на тихоокеанском театре Крымской войны ставший приграничным с Японией остров Уруп был оккупирован англо-французской эскадрой. Во время англо-французской оккупации Уруп получил название «остров Альянса» (вариант перевода — «Союзный остров»), а сами Курильские острова были наречены союзниками «Туманный архипелаг». Снабжение Уруп получал из Хакодате, который по Нагасакскому договору об англо-японской дружбе 1854 года стал открытым для британских судов. Временным губернатором острова в этот период был назначен местный алеут. По условиям Парижского мира захваченный англо-французами Уруп в 1856 году России был возвращён. Однако, между Россией и Японией оставался неурегулированным вопрос сахалинской части границы — остров был объявлен совместным владением стран.
В 1875 году между двумя странами был подписан Санкт-Петербургский договор, согласно которому Сахалин полностью отходил к России, а все Курилы — к Японии.
В конце XIX века Сахалин стал местом каторги. В 1890 году остров посетил Антон Павлович Чехов, по итогам поездки написавший книгу «Остров Сахалин».
Согласно первой всероссийской переписи населения 1897 года число подданных Российской империи на Сахалине составляло 28 000 человек. Административно с 1884 по 1909 год Сахалин входил в Сахалинский отдел Приморской области (с 1905 года — за вычетом южной части, завоёванной Японской империей, см. ниже).

## С 1905 по 1945 год
После поражения Российской империи в ходе русско-японской войны в 1905 году в американском Портсмуте был подписан договор, согласно которому часть Сахалина к югу от 50-й параллели отходила к Японской империи. Девятая статья мирного договора по настоянию японской стороны обязывала Россию уступить японскому правительству южную часть острова Сахалин и все прилегающие к ней острова (Тюлений и Монерон).
В 1909 году российская часть Сахалина была выделена в отдельную Сахалинскую область.
После революции в России в 1918 году власть на острове перешла Коллективу самоуправлений острова Сахалин, а затем Сахалинскому областному совету. 
В связи с временным распадом страны после Октябрьской революции с 1918 по 1922 находилась в составе ДВР (Дальневосточной республики).
В 1920 году Япония, воспользовавшись Гражданской войной в России захватывает северную часть Сахалина и оккупирует её в течение пяти лет на фоне обострения политических и экономических противоречий. В 1925 году Япония по соглашению с СССР возвращает северный Сахалин Советскому Союзу. С 1925 года Сахалинский отдел Приморской губернии. В 1932 году снова Сахалинская область.

## Советский период

### 1945—1953
11 февраля 1945 года И. В. Сталин, Ф. Рузвельт и У. Черчилль подписывают в Ялте соглашение об условиях вступления СССР в войну с Японией. Среди них — возвращение СССР Южного Сахалина и передача Курильских островов. 8 августа 1945 г. СССР объявляет войну Японии.
11—25 августа 1945 г. в ходе Южно-Сахалинской операции Красной армии Южный Сахалин был освобождён от японцев. К началу сентября были освобождены Курильские острова.
Указом Президиума Верховного Совета СССР земля, недра, леса, воды Южного Сахалина и Курильских островов 2 февраля 1946 года объявляются собственностью Советского государства. Одновременно на территории южной части Сахалина и Курильских островов образована Южно-Сахалинская область в составе Хабаровского края. В 1947 году Сахалинская и Южно-Сахалинская область были объединены. После окончания войны с Японией с острова были выселены японские граждане, на их место прибыли переселенцы из других регионов СССР.
В 1950 году силами заключенных началось строительство подземного железнодорожного тоннеля между Сахалином и материком. Стройка была прервана после смерти И. В. Сталина в 1953 году.

### 1954—1964
Смерть Иосифа Сталина стала водоразделом эпох как для всей страны, так и для Сахалинской области в частности. Уже 21 марта 1953 года Лаврентий Берия, курировавший важные стройки, направил проект постановления в Президиум Совета Министров СССР об остановке этих строек. Одной из них было строительство железной дороги Комсомольск — Победино с подводным тоннелем. В итоге, строительство линии было остановлено после трёх лет работ и за два с небольшим года до ввода в эксплуатацию. Связать остров и материк на первом этапе (конец 1953 года) предполагалось морским паромом, а с 1955 года — тоннелем. Подземные работы на момент прекращения строительства только были начаты.
В октябре 1954 года Сахалин посетила группа руководителей партии и государства во главе с первым секретарем ЦК КПСС Никитой Хрущёвым. Визит выпал на благоприятный период года, когда стояла теплая сухая погода. Как отмечал Хрущев на своем выступлении перед группой жителей Южно-Сахалинска, собравшихся у здания Сахалинского областного комитета КПСС:

Знаете, товарищи, я хочу сказать правду, хотя она, может быть, и не понравится сахалинцам.
На материке, когда мы приглашаем людей ехать на Сахалин, мы говорим им о больших льготах: 10-процентные надбавки, 2-месячные отпуска, полуторная зарплата, подъемные и т. д. Это одно уже как-то создает дурную славу о Сахалине, невольно пугает людей — на Сахалине, мол, тяжело жить, а потому и даются такие льготы. А вам тут и москвичи позавидуют. В Москве сейчас дождь, снег, а у вас хорошая погода, яркое солнце, ну, прямо — Сочи! Надо, чтобы люди сюда ехали без подобного соблазна надбавками и закреплялись здесь на постоянное жительство. Надо, по-видимому, как-то изменить порядок льгот. А то некоторые смотрят на Сахалин, как раньше золотоискатели: приехать, хапнуть, что можно, и затем скорее убежать с большим чемоданом денег. Надо, чтобы жители Сахалина закреплялись здесь, оставались постоянно жить и работать. Для этого нужно дать ему ссуду для обзаведения, хороший дом, корову, птицу; создавать больше строительных организаций, чтобы они строили жилье, школы, больницы, детские ясли, магазины, другие культурные и бытовые учреждения, благоустраивать населенные пункты. Условия жизни трудящихся здесь должны быть уравнены с условиями материка.

Такой малозначительный факт, как погода во время визита первого лица, привел к значительным последствиям в социально-экономическом развитии региона. Первым шагом стало выведение в 1956 году значительной части территории области из перечня местностей Крайнего Севера, и её внесение в перечень отдаленных местностей, приравненных к районам Крайнего Севера. Данные изменения не коснулись 6 районов севера Сахалина и Курильских островов. Для лиц, работавших в центральной и южной частях Сахалина, сокращались продолжительность отпуска, надбавки, повышался пенсионный возраст. С 1955 года Сахалинская область, где прежде наблюдалось превышение числа прибывших над числом убывших, стала регионом миграционного оттока населения. В 1956 году был достигнут пик численности населения на тот момент — 689 тысяч жителей. Переписи населения фиксировали сокращение людности: в 1959 году в области жило 649,4 тысяч человек, в 1970 году — 615,7 тысяч. Переломить тенденцию удалось лишь в начале 1970-х годов, и к 1979 году население области выросло до 654,9 тысяч жителей. Уровень 1956 года был достигнут в 1985 году, а абсолютный максимум численности населения области — 715,3 тысяч — достигнут в 1991 году, после чего началось новое сокращение населения.
В данный период рыбная промышленность продолжала оставаться ведущей отраслью экономики. В начале 1950-х годов в прибрежной зоне Охотского и Японского морей сократились запасы сельди, а к 1957 году подходы данного вида рыбы прекратились совсем. С 1958 года отмечалось снижение подходов и улова также лососевых. Это побудило рыбаков искать новые районы и объекты промысла. Для этого был организован рыбопромысловый флот, способный вести промысел в открытом море. В 1952—1953 годах на Сахалин поступили 15 рыболовных сейнеров и 18 средних рыболовных траулеров, которые базировались в Невельске, на Базе морского лова. Благодаря созданию флота сахалинские рыбаки смогли перейти от прибрежного (пассивного) лова к лову рыбы в открытых морях (активному экспедиционному). Уже в 1954 году добыча рыбы рыболовецкими судами впервые превысила прибрежный лов. Переход к экспедиционному лову обнажил проблему нехватки мощностей приема и переработки рыбы на берегу, поэтому с 1958 года флот пополнялся плавучими базами, которые производили данные операции в открытом море. Одновременно флот пополнялся транспортными судами-рефрижераторами, лихтерами, танкерами. В начале 1960-х годов на Сахалине появились большие морозильные рыболовные траулеры (БМРТ). База морского лова была распределена между тремя портами: Невельск (средние траулеры), Холмск (сейнеры, плавбазы, транспортные суда) и Корсаков (БМРТ). С конца 1950-х годов промысловые экспедиции работали в восточной части Берингова моря, у берегов Приморья и Камчатки, в северной части Охотского моря. Основными видами промысла в данный период были камбала, сельдь и минтай, ранее использовавшийся как кормовая продукция. Районы промысла отличались сложными природно-климатическими условиями. В ночь с 18 на 19 января 1965 года в результате обледенения на фоне шторма в Бристольском заливе произошло крушение приморского и трех сахалинских траулеров: «Бокситогорск», «Себеж», «Севск» и «Нахичевань», погибло 106 моряков.
В 1950-е годы советское правительство провело механизацию лесной промышленности Сахалина. Отрасль получила бензопилы, мощные дизельные трелевочные тракторы, лесовозные автомашины. Была изменена организация труда, предприятия перешли на работу малыми комплексными бригадами. Заготовленная древесина сплавлялась по рекам, что приводило к заиливанию нерестилищ и создавало препятствия для нереста лососевых, поэтому к началу 1960-х от сплава отказались в пользу вывоза древесины автомобильным и железнодорожным транспортом.
При разработке угольных месторождений Сахалина применялась преимущественно подземная добыча, что делало добычу местного угля самой дорогой на Дальнем Востоке. Себестоимость сахалинского угля в 2,3 раза превышала среднюю по СССР и в 1,8 раза — среднюю по Дальневосточному экономическому району. Три четверти добываемого на острове угля использовалось здесь же на острове, примерно 5 % угля шло на экспорт в Японию. Основными местными потребителями сахалинского угля были целлюлозно-бумажная промышленность (на неё приходилось 60 % потребления угля), электростанции, коммунальные учреждения, железная дорога, рыбный и морской флот.
В данный период наблюдался быстрый рост нефтяной отрасли. В ходе крупномасштабных геологоразведочных и буровых работ были открыты нефтяные месторождения Тунгор и Колендо. Началось применение вторичных методов добычи нефти. Это позволило нарастить ежегодную добычу нефти за 1953—1964 годы почти в три раза, с 800 тысяч до 2,2 млн тонн.
Электроэнергетика носила разрозненный характер (в 1955 году насчитывалось более 800 электростанций), что определяло высокую себестоимость электроэнергии и низкую эффективность отрасли. В конце 1950-х годов велось строительство Охинской ТЭЦ, крупнейшей на севере Сахалина и работавшей на газе.
Сельское хозяйство также отличалось неэффективностью. Половину посевов в колхозах и треть в совхозах занимали зерновые, которые имели крайне низкую урожайность. Потребности области покрывались преимущественно за счет завоза продовольствия, максимальный уровень самообеспечения потребностей наблюдался по картофелю (15 %) и овощам (18 %). В 1958—1960 годах в отрасли произошла реорганизация: на базе 59 колхозов, 8 машинно-тракторных станций и 14 совхозов было создано 32 совхоза, которые получили специализацию на выращивание картофеля, овощей, разведение молочного стада, птицеводство, свиноводство.
Развивалась сфера транспорта и связи. В 1960 году начал вещание телецентр в Южно-Сахалинске, здесь же в 1964 году был построен новый аэропорт, который мог принимать самолёты Ан-24, Ан-10 и Ил-18, сократив, таким образом, время полета до Москвы и других пунктов назначения. К середине 1960-х годов большая часть флота Сахалинского морского пароходства, который насчитывал 72 судна, была переведена с угля на жидкое топливо.

### 1965—1984

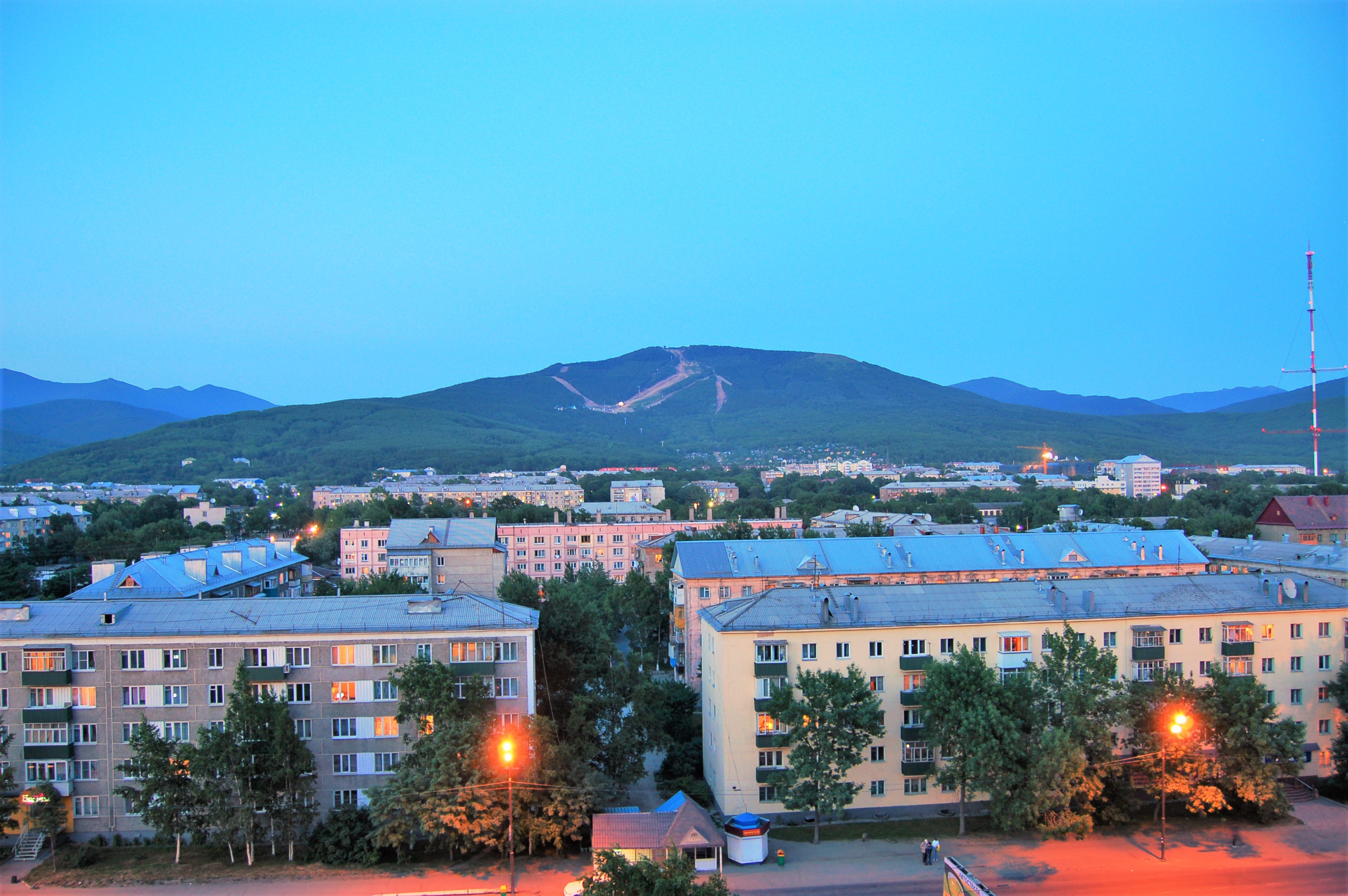
Жилая застройка 1960-1970-х годов. Южно-Сахалинск

Ведущей отраслью промышленности Сахалинской области в период «развитого социализма» оставалась рыбная. На нее приходилось 40—45 % всей выпускаемой промышленной продукции. За данный период добыча рыбы выросла в 2,4 раза (с 382 до 931 тысячи тонн), производство рыбных консервов — в 3,8 раза (с 74 до 278 млн условных банок). Активное развитие получило океаническое рыболовство. Две трети улова островных рыбаков составлял минтай. Переработка улова и выпуск товарной продукции производились преимущественно в районах промысла на плавбазах, судах типа БМРТ и РТМС. В 1976 году СССР, как и многие другие страны в тот период, установил 200-мильную экономическую зону. Вести промысел в чужих водах стало сложнее, но это позволило снова обратить внимание на собственную сырьевую базу: акватории Японского и Берингова морей, почти все Охотское море и прилегающую к Курильским островам полосу Тихого океана. Если в 1971 году сахалинские рыбаки добывали в Сахалино-Курильском бассейне половину своего улова, то в 1976 году — около 80 %. Данная тенденция обратила внимание советской администрации на проблему воспроизводства биологических ресурсов у своих собственных берегов, особенно критическим было положение лососёвых. Было открыто 18 новых рыбоводных заводов. Увеличение флота сформировало запрос на модернизацию судоремонтной отрасли: в Невельске был реконструирован судоремонтный завод с сухим доком, в Холмске построен судоремонтный завод  с судоподъёмным слипом, организованы судоремонтные цеха в Корсакове, Александровске-Сахалинском, Северо-Курильске.
Лесная и целлюлозно-бумажная отрасли промышленности достигли пика своего развития. В 1975 году вывозка древесины составила 3,9 млн кубических метров, после чего в отрасли начался спад. Это было связано с истощением запасов древесины (ель и пихта) вследствие 70-летней беспрерывной вырубки лесов, а также лесных пожаров. Местные ЦБЗ за весь период так и не смогли выйти на показатели, определенные советским руководством в 1964 году, по производству целлюлозы (500—600 тысяч тонн) и бумаги (250—300 тысяч тонн).

Улов рыбы, вывоз древесины, производство бумаги в Сахалинской области
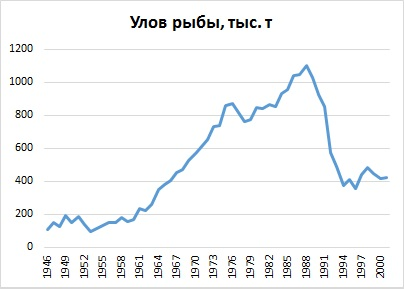
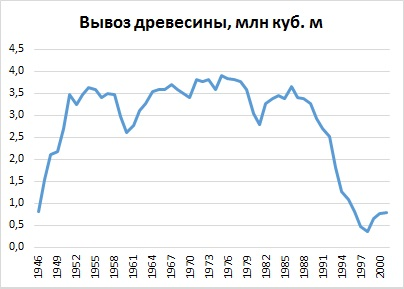
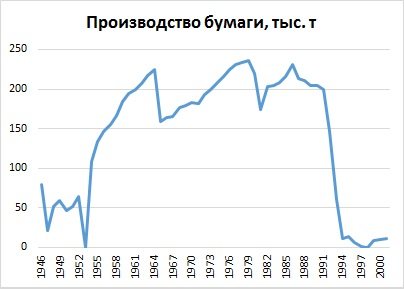

Угледобыча в начале рассматриваемого периода развивалась устойчиво: внедрялись средства автоматизации, увеличивалось количество горных машин и комбайнов. Шахтёры обеспечивали углем всех потребителей области, в отдельные годы даже наблюдались сложности со сбытом топлива. В 1979 году добыча угля достигла максимального за весь советский период значения в 5,8 млн тонн. В 1980-е годы начался спад отрасли из-за выбытия мощностей, к тому моменту действовали 13 шахт, Лермонтовский и Новиковский угольные разрезы. Так, в 1984 году добыча составила 4,7 млн тонн, что было меньше уровня 1965 года. При этом потребности региона в угле составляли 5,5 млн тонн, в результате область нуждалась в привозном угле. Если в общем топливном балансе страны уголь в конце 1970-х годов составлял около половины, то в Сахалинской области — почти три четверти.
Нефтяная и газовая промышленность находились в состоянии стагнации. Добыча нефти колебалась на уровне 2,5 млн тонн ежегодно, добыча газа к 1984 году достигла 795 млрд кубических метров. Применявшиеся с середины 1950-х годов вторичные методы добычи нефти не позволяли наращивать объемы на старых месторождениях (Оха, Катангли, Восточное Эхаби), поэтому с 1967 года были начаты работы по закачке в пласты под высоким давлением горячей воды и перегретого пара, благодаря чему вязкая нефть выходила на поверхность. В данный период велись поиски новых месторождений нефти и газа в Охотском море, велось разведочное и промысловое бурение с берега, с конца 1970-х — плавучими буровыми установками. В этот период было положено начало шельфовым проектам, когда в 1975 году было заключено советско-японское генеральное соглашение о сотрудничестве.

Добыча угля, нефти и газа в Сахалинской области
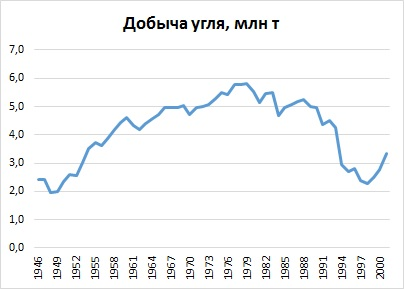
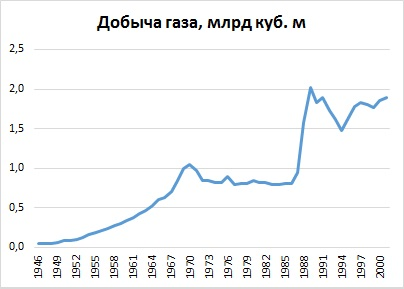
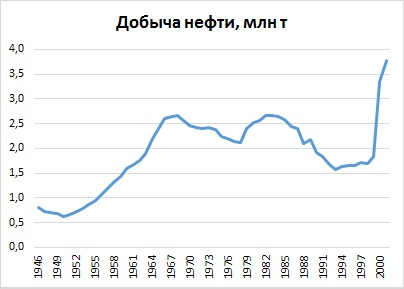

Наиболее существенное развитие получила электроэнергетика. На базе Лермонтовского угольного месторождения в 1965 году был запущен первый турбоагрегат Сахалинской ГРЭС. В 1972 году электростанция достигла проектной мощности (315 МВт). В 1976—1980 годах была выведена на полную мощность Южно-Сахалинская ТЭЦ-1, обеспечивающая потребителей электроэнергией и теплом. Строительство двух электростанций и сотен километров линий электропередач позволили создать единую энергосистему Сахалина.
Сельское хозяйство получило мощную государственную поддержку, капиталовложения превысили 1 млрд рублей. Они были вложены в обновление молочного стада, механизацию, повышение энерговооруженности сельского хозяйства и мелиорацию. Главными проблемами отрасли была нехватка рабочих рук и снижение с 1970-х годов эффективности капиталовложений. Большим бедствием стало прохождение в 1981 году тайфуна «Филлис», когда был смыт плодородный слой во многих районах.
Реализовывались транспортные проекты: была запущена паромная переправа Ванино — Холмск (1973), построены соединительная железная дорога между западным и восточным побережьем в районе перешейка Поясок (1971) и железная дорога Победино — Ноглики (1979), проложены нефтепроводы Оха — Комсомольск (вторая очередь) и Монги — Погиби. В начале 1970-х годов железная дорога была переведена с паровозной на тепловозную тягу. Перевозка пассажиров воздушным транспортом Сахалинской области за 1965—1980 годы выросла вдвое, с 250 до 500 тысяч пассажиров в год.

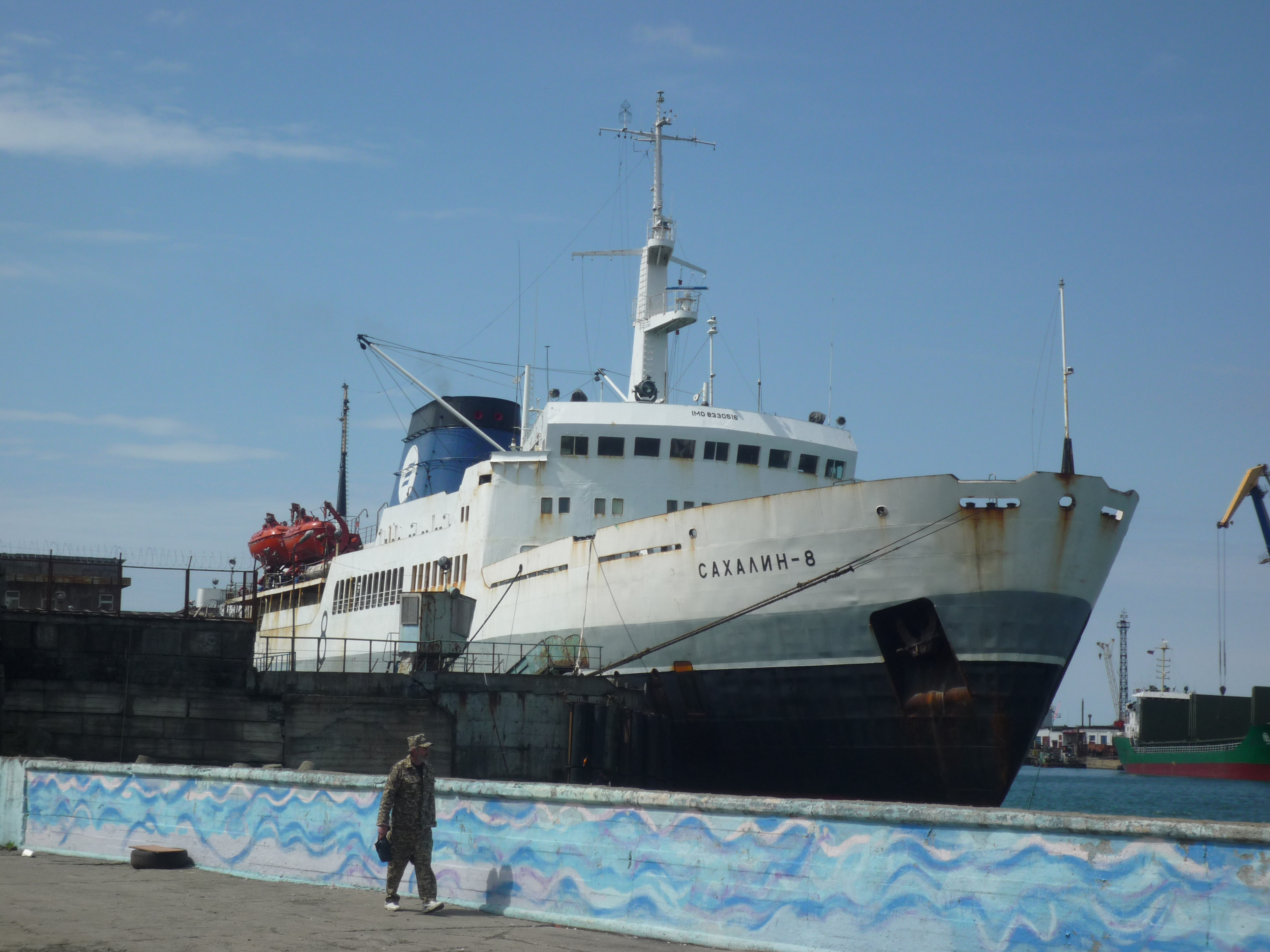
Паром «Сахалин-8»

Данный период стал пиком жилищного строительства за всю историю области, было построено 6 млн квадратных метров площади жилья. К 1980 году обеспеченность водопроводом в жилых помещениях достигла 75 %, канализацией и центральным отоплением — по 69 %. В 1961—1980 годах было построено детских садов и яслей на 31 тысяч мест, возведено 149 школьных зданий на 70 тысяч ученических мест. В сфере здравоохранения построены новые корпуса районных, областной и Южно-Сахалинской городской больниц, санатория «Сахалин». Повышался уровень жизни населения, вдвое вырос размер среднемесячной заработанной платы в области. За 1965—1980 годы выросла ежегодная продажа населению бытовой техники: холодильников — с 4 до 13 тысяч, пылесосов с 4 до 12 тысяч, телевизоров — с 8 до 21 тысячи. В 1980 году жители области имели 300 тысяч радиоприемников, радиоточек и почти 150 тысяч телевизоров. Для приёма телевизионного сигнала были сооружены ретрансляторы (Холмск, Невельск, Чехов, Горнозаводск, Правда) и станции «Орбита» (Южно-Сахалинск, Оха, Александровск, Поронайск, Томари, Северо-Курильск, Южно-Курильск).
На территории Сахалинской области действовало свыше 200 промышленных предприятий, более сотни строительно-монтажных и ремонтных организаций, 42 совхоза, 10 рыболовецких колхозов. Предприятия области производили 12 % промышленной продукции Дальневосточного экономического района, при этом рыбная отрасль области занимала долю в 25 % в дальневосточном улове рыбы. Сахалинская область отправляла на экспорт бумагу в Индию, Таиланд и Японию, продукцию рыбной промышленности — в Японию, Сингапур, Бельгию, Францию. Уголь и нефть отправлялись на экспорт во многие страны Азии. Сахалинская область импортировала из Японии лесозаготовительную технику (лесовозы, бульдозеры, экскаваторы, бензопилы).

### 1985—1991
К концу 1980-х годов область достигла пика своего развития, в то же время она имела много противоречий. На долю рыбной отрасли приходилось более половины всей выпускаемой в Сахалинской области товарной продукции, до 70 % занятых здесь составляли рыбаки и рыбообработчики, приезжавшие из других областей РСФСР и республик СССР. По переписи 1989 года в области проживало 709,1 тысячи человек. Доля городского населения достигла 82 % населения, но его рост в 1970—1980-е годы приходился лишь на несколько крупных городов. За период 1959—1990 годов сельское население сократилось с 160 до 106 тысяч человек. Уровень жизни в регионе был несколько выше, чем в целом по стране, но структура экономики носила некомплексный и несбалансированный характер. Главное внимание уделялось добыче ресурсов, а перерабатывающие отрасли оставались без развития. Сахалинская область занимала ведущее место по добыче нефти и газа на Дальнем Востоке, но ее города и села страдали от копоти и грязи работающих на угле котельных. Совхозы давали много сельскохозяйственной продукции, но возникали серьезные трудности с ее переработкой и хранением, также регион продолжал зависеть от поставок продовольствия. На Сахалине работали обувная и швейная фабрики, но современную одежду и обувь люди стремились купить в фирменных магазинах Москвы или привезти из стран Азии. Длинные очереди почти за всеми товарами отнимали у людей немало времени и сил. Целый ряд предметов первой необходимости и продуктов питания можно было купить в магазинах только по талонам. Резко возрос износ основных фондов, достигший к концу десятилетия в некоторых добывающих более 60 %. В крупных объединениях, на которых базировалась экономика области, таких, как «Сахалинуголь», «Сахалинрыбпром», доля маломеханизированного и ручного труда составляла более половины. Десятки тысяч сахалинцев, приехавших еще по переселению в конце 1940-х годов, жили в ветхих японских домах и бараках без удобств. Острой для области оставалась проблема сдачи объектов здравоохранения и детских дошкольных учреждений. Множество нерешенных задач накопилось в коммунально-бытовом хозяйстве, водоснабжении городов и поселков, охране окружающей среды.
В 1988 году Сахалинская область РСФСР стала первым регионом, в котором народ вышел на площадь против Первого секретаря обкома КПСС и добился его отставки. Инициатором народных волнений и переворота во власти стал московский журналист Гостелерадио СССР (Молодёжная редакция ЦТ) Владимир Мезенцев.

## Современность
После распада СССР наблюдался значительный отток населения из региона. Население области сократилось с 700 000 в 1986 году до 500 000 в 2010 году. В экономическом отношении регион стал полем реализации крупных нефтегазовых проектов «Сахалин-1» и «Сахалин-2». С 2003 по 2020 год на Сахалине была полностью перешита на российский стандарт старая японская железная дорога. После 2000 года вновь был поднят вопрос о строительстве транспортного перехода, соединяющего Сахалин с материком, однако в этот раз не тоннеля, а моста. На Средних Курилах законсервированная в 2000 году военно-морская и военно-воздушная инфраструктура острова Матуа была вновь расконсервирована в 2021 году.
Япония по прежнему не признает суверенитет России над южными Курильскими островами. Данная проблема периодически поднимается в двусторонних отношениях, как в случае визита Президента России на Курильские острова в 2010 году, так и в контексте конфликта на Украине в 2022 году.
Кроме того, Япония хоть и не претендует на остальные территории Сахалинской области, ранее входившие в её состав (Сахалин южнее 50-й параллели, Курилы севернее Итурупа), но признаёт за Россией лишь «фактическое владение», подчёркивая их неопределённую «международным правом» принадлежность, так как подписанный Японией Сан-Францисский мирный договор не уточняет, в пользу какого именно государства Япония от данных территорий отказалась.